# Пиотрович, Анатолий Карпович
Анато́лий Ка́рпович Пиотро́вич (1924—1988) —  учёный-педиатр, доктор медицинских наук, профессор медицины, член-корреспондент АМН СССР. Почётный гражданин города Хабаровска с 23 мая 1983 года.

## Биография
Анатолий Карпович Пиотрович родился в крестьянской семье в деревне Казанка Сучанского района Приморского края.
- 1933 год — после ареста отца вместе с матерью переехал в село Весёлая Горка района им. П. Осипенко Хабаровского края.
- 1943 год — окончил десятилетку;
  - тогда же поступил в Хабаровский государственный медицинский институт,
  - 1948 год — зачислен в клиническую ординатуру при кафедре инфекционных болезней того же института.
  - 1951 год — избран ассистентом той же кафедры.
- 1959 год — защитил кандидатскую диссертацию на тему «Изучение действия синтомицина на местные штаммы брюшно-тифозных и паратифозных бактерий в эксперименте и клинике».
- 1963 год — утверждён в учёном звании доцента.
- 1973 год — защитил докторскую диссертацию на тему: «Клиническое течение и состояние свертываемости крови при брюшном тифе, паратифе В, геморрагической лихорадке с почечным синдромом и скарлатине у детей».
- 1986 год — организовал и возглавил (директор) НИИ охраны материнства и детства СО АМН СССР[1] в г. Хабаровске.

Анатолий Карпович: 
- 1976 — профессор медицины,
- 1982 — член-корреспондент АМН СССР.

А. К. Пиотрович скончался 22 мая 1988 года.

## Научная и общественная деятельность
А. К. Пиотрович был ученым с разносторонними научными интересами; его научная деятельность посвящалась наиболее актуальным проблемам борьбы с важнейшими детскими инфекционными болезнями:
- менингококковой инфекцией,
- брюшным тифом,
- паратифом,
- скарлатиной,
- природно-очаговыми болезнями Дальнего Востока:
  - геморрагическая лихорадка с почечным синдромом,
  - скарлатиноподобная лихорадка.

А. К. Пиотрович — авторо более 100 научных работ, в т. ч. трех монографий.
Под его руководством были подготовлены и защищены 2 докторские и 14 кандидатских диссертаций. Также, он работал проректором по научной работе.
Осуществлял координацию научной тематики института с тематикой ряда медицинских и научно-исследовательских институтов страны, АМН СССР и ее Сибирского отделения; был одним из ответственных руководителей и исполнителей раздела общесоюзной программы «Медико-биологические исследования в зоне БАМа».
Под его непосредственным руководством в институте были разработаны и выполнялись региональные программно-целевые исследования:
- «Геморрагическая лихорадка с почечным синдромом»,
- «Иммунология здорового и больного детского организма в регионе Дальнего Востока»,
- «Состояние здоровья и основные болезни детей малых народностей Среднего и Нижнего Приамурья».

За 10 лет в институте было подготовлено 14 докторов и 90 кандидатов наук, издано 25 сборников научных трудов; в практику здравоохранения были внедрены результаты научных исследований, — это позволило улучшить показатели здоровья населения г. Хабаровска в яастности и Хабаровского края в целом.

Анатолий Карпович 
неоднократно избирался депутатом Центрального районного Совета депутатов трудящихся, был председателем Хабаровского краевого правления Всесоюзного добровольного общества борьбы за трезвость, главным детским инфекционистом Хабаровского краевого отдела здравоохранения.

## Награды
- 23 мая 1983 года — Почётный гражданин города Хабаровска[2].
- Орден Трудового Красного Знамени.

## Память
- 13 июля 1989 года — постановлением Правительства Российской Федерации № 489 детской инфекционной больнице г. Хабаровска присвоено имя профессора А. К. Пиотровича.